# Herbiphantes pratensis
Espèce
Herbiphantes pratensis est une espèce d'araignées aranéomorphes de la famille des Linyphiidae.

## Distribution
Cette espèce est endémique de l'île de Sakhaline en Russie,.

## Description
Le mâle holotype mesure 4,00 mm et la femelle paratype 4,15 mm.

## Publication originale
- Tanasevitch, 1992 : New genera and species of the tribe Lepthyphantini (Aranei Linyphiidae Micronetinae) from Asia (with some nomenclatorial notes on linyphiids). Arthropoda Selecta, vol. 1, no 1, p. 39-50 (texte intégral).